# 미셸 딜하라
미셸 딜하라(싱할라어: මිෂෙල් දිල්හාරා, 영어: Michelle Dilhara, 1996년 5월 1일 ~ )는 스리랑카의 배우, 작가, 자선가이다. 드라마 《살사푸나》(Salsapuna)의 포디 파타라카리 역으로 큰 인기를 얻었다.